# Паулешти (Вранча)
Паулешти (рум. Păulești) насеље је у Румунији у округу Вранча у општини Паулешти. Oпштина се налази на надморској висини од 463 m.

## Становништво
Према подацима из 2002. године у насељу је живело 1390 становника, од којих су сви румунске националности.